# Грицюк Григорій Владиленович
Григо́рій Владиле́нович Грицю́к (20 липня 1955, Львів — 22 січня 2000) — український співак (баритон); Заслужений артист УРСР (з 1986 року); Народний артист УРСР (з 1990 року).

## Біографія
Народився 20 липня 1955 року у Львові, син співака Владилена Грицюка. В дитинстві багато часу проводив у театрі. Потім вступив до музичної школи-десятирічки для особливо обдарованих дітей, займався по класу фортепіано. Ще хлопчиком брав участь в урядових концертах, часто виступаючи разом з оперними солістами.
У 1979 році закінчив Київську консерваторію (клас Т. Н. Михайлової). У 1979—1988 роках соліст Київського театру опери і балету, з 1988 року — Будинку органної та камерної музики УРСР. Член КПРС із 1985 року.

Могила Григорія Грицюка

Жив у Києві. Помер 22 січня 2000 року. Похований у Києві на Байковому кладовищі (ділянка № 49а).

## Партії
- Микола («Наталка Полтавка» Лисенка);
- Князь Ігор («Князь Ігор» Бородіна);
- Шакловитий («Хованщина» Мусоргського);
- Валентин («Фауст» Гуно);
- Альберт («Вертер» Массне)[2].

## Премії
- Перша премія на Всесоюзному конкурсі вокалістів імені М. І. Глінки (1984);
- Друга премія на Міжнародному конкурсі співаків імені Віла Лобоса (Ріо-де-Жанейро, 1985);
- Перша премія на Міжнародному конкурсі ім. П. І. Чайковського (Москва, 1986)[3].